# Phare de Stabben
Le phare de Stabben (en norvégien : Stabben fyr)  est un phare côtier de la commune de Flora, dans le comté de Vestland (Norvège). Il est géré par l'administration côtière norvégienne (en norvégien : Kystverket).
Le phare est classé patrimoine culturel par le Riksantikvaren depuis 1999 .

## Histoire
Le phare se trouve sur un minuscule rocher à environ 3 km au nord-ouest de la ville de Florø, dans le Norddalsfjord.
Le phare a été mis en service en 1867, rénové et amélioré en 1905. Il a été automatisé en 1975. Il utilise toujours sa lentille de Fresnel de 4e ordre d'origine, installée en 1905.

## Description
Le phare  est une tour carrée en maçonnerie de 10 mètres de haut, avec une galerie et lanterne, au-dessus d'une maison de gardien de 2 étages. Le bâtiment est blanc et la lanterne est rouge. Son Feu à occultations  émet, à une hauteur focale de 40 mètres, trois groupes d'éclat blanc, rouge et vert selon différents secteurs toutes les 10 secondes. Sa portée nominale est de 6 milles nautiques (environ 11 km) pour le feu blanc, 4 pour le feu rouge et le feu vert.
Identifiant : ARLHS : NOR-221 ; NF-2566 - Amirauté : L0318 - NGA : 5164.
|                      |
| Le phare (1890-1900) |

|          |
| Le phare |

### Lien connexe
- Liste des phares de Norvège